# Lasca Levallois
Una lasca Levallois en sentido estricto es un producto de lascado obtenido por el método Levallois y se caracteriza por una morfología muy cuidada: la lasca debe ser simétrica, casi siempre más larga que ancha, oval, rectangular o, en el caso de las puntas, triangular. De perfil no debe ser muy gruesa, a pesar de que su concoide suele estar muy marcado. En su cara superior o dorsal debe poseer restos de, al menos, cuatro negativos de lascado centrípetos (resultado de la preparación previa del núcleo) y el talón facetado (aunque este no es un requisito indispensable). Esta definición es la que se considera propia de una lasca Levallois preferencial.
|  |  |

Existen varios tipos de productos Levallois, los clásicos son las lascas (aquí descritas), las puntas y las hojas, a los que François Bordes añade las puntas de El Emireh y las puntas de Soyons. Otros investigadores han ido añadiendo más variantes, tal es el caso de las lascas Levallois de segundo y tercer orden, obtenidas de los llamados «núcleos Levallois reiterativos centrípetos» (éstas, en su cara superior, no sólo muestran cicatrices propias de la preparación del núcleo, sino que tienen uno o varios negativos de lascado más grandes, resultado de extraer otras lascas Levallois anteriores). No todos los investigadores comparten esta idea, algunos defienden una visión purista del método Levallois y, por tanto, de sus productos, aceptando únicamente como tales las piezas de extracción preferencial, ya sean lascas, hojas (que, técnicamente, son equivalentes, cambiando sólo su morfología) o puntas Levallois cuya extracción, en cualquier caso, deja un negativo que sobrepasa sustancialmente la mitad de la cara de extracción.
Por otro lado, si consideramos el concepto Levallois desde una perspectiva más amplia, cualquier producto de lascado obtenido por medio de un método de extracción de lascas en forma predeterminada —haya habido no no preparación física previa— puede ser incluido en la idea «Levallois»: en esta categoría caben, pues, no sólo las piezas extraídas por este método sino todo tipo de lascas predeterminadas en el núcleo antes de su extracción durante el Paleolítico Inferior y Medio; puesto que, durante el Paleolítico Superior, los métodos de obtención de piezas predeterminadas (lascas, hojas y puntas) se clasifican en métodos más específicos.
Dado que el método Levallois es complejo y requiere una cantidad extra de trabajo, las lascas Levallois se consideran útiles aunque no tengan retoque o huellas de uso. Eso no impide que muchas veces aparezcan retocadas o sirvan de soporte a otros tipos líticos, por ejemplo los hendidores de «tipo 3» o las raederas, entre otras muchas posibilidades.